# Cleome costaricensis
Cleome costaricensis är en paradisblomsterväxtart som beskrevs av Hugh Hellmut Iltis. Cleome costaricensis ingår i släktet paradisblomstersläktet, och familjen paradisblomsterväxter. Inga underarter finns listade i Catalogue of Life.